# Ruin-ön
Ruin-ön är en liten arktisk ö i Nares sund, som tillhör Avannaa (Norra Grönland) i kommunen Qaasuitsup, Grönland. De första mänskliga bosättningarna på ön är troligen från 1000–1200-talet e.Kr.